# Glens of Antrim

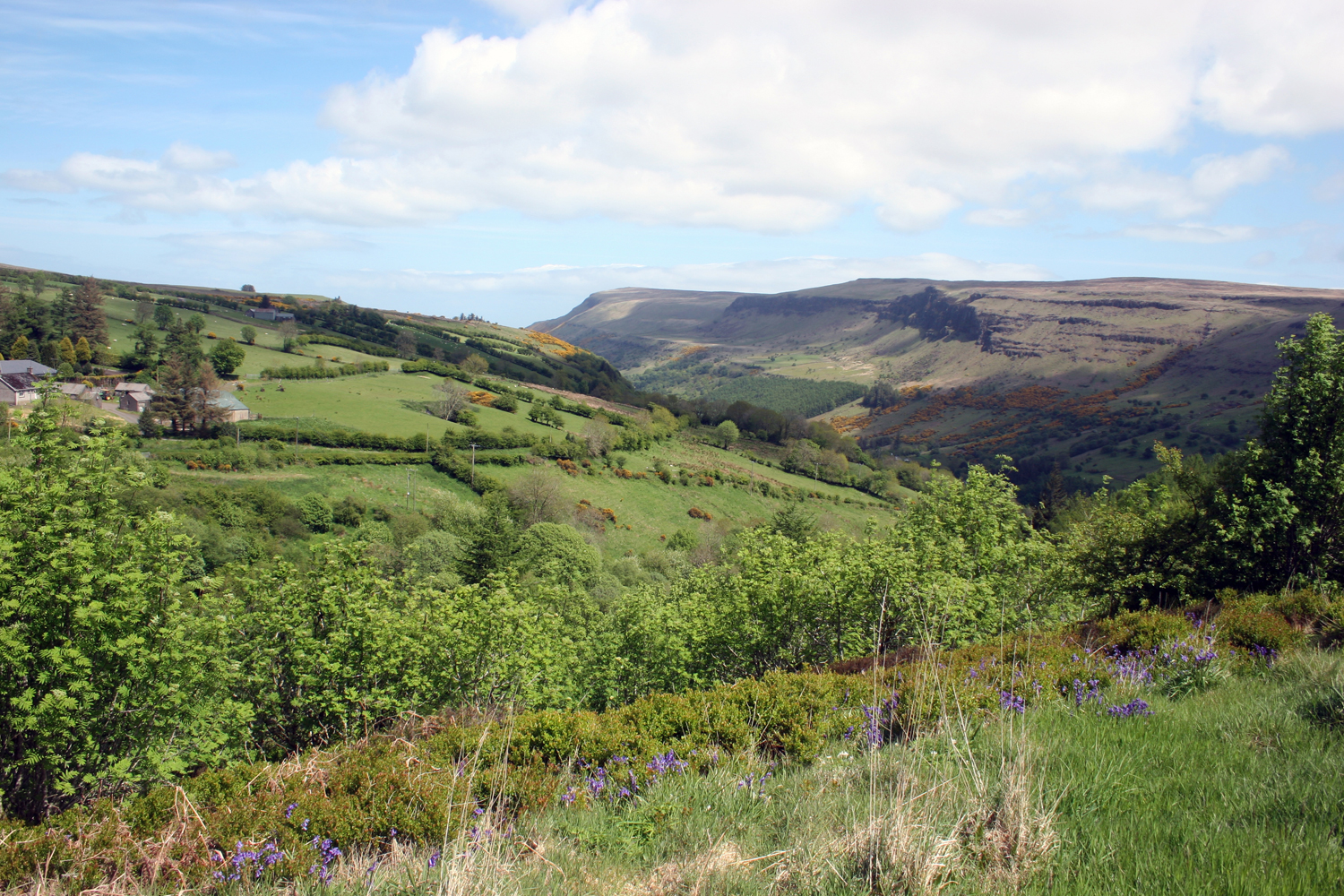
Glenariff
Il più conosciuto e visitato dei nove Glens of Antrim

I Glens of Antrim, chiamati anche semplicemente Glens, formano una regione dell'Antrim, contea settentrionale dell'Irlanda del Nord, composta da nove glen, ovvero particolari vallate strette e profonde che raggiungono il mare, che partono dalle sponde del Lough Neagh in maniera circolare fino alla costa. Gli abitanti dei glen sono discendenti dei nativi irlandesi e degli scozzesi delle Ebridi.
I Glens offrono scenari naturali selvaggi e incontaminati particolarmente affascinanti e sono un'attrazione turistica principale della propria contea e dell'isola d'Irlanda intera. I principali centri alla fine dei Glens sono Ballycastle, Cushendun, Cushendall, Waterfoot e Carnlough. Nel dettaglio le nove vallate, da nord a sud, sono:
- Glentaisie
- Glenshesk
- Glendun
- Glencorp
- Glenaan
- Glenballyeamon
- Glenariff
- Glencloy
- Glenarm

Glenravel è spesso considerato il decimo dei glens, tuttavia non è ufficialmente incluso nella lista in quanto non forma effettivamente un glen, non affacciandosi direttamente sul mare. È situato a sud-ovest di Glenballyeamon e Glenariff, dal quale è separato dal Glenariff Forest Park. I principali centri di Glenravel sono Cargan, Martinstown e Skerry (Newtowncrommelin).